# Lijst van ministers-presidenten van Beieren
Dit is een lijst van ministers-presidenten van Beieren.

## Staatsministers van het Koninklijk Huis van hetKoninkrijk Beieren
- 1745-1777: Franz Joseph von Berchem
- 1777-1799: Matthäus von Vieregg
- 1799-1817: Maximilian Joseph von Montgelas
- 1817-1825: Heinrich Aloys von Reigersberg
- 1825-1832: Georg Friedrich von Zentner
- 1832-1837: Friedrich August Koch
- 1837-1847: Karl von Abel
- 1847: Friedrich August von Zu Rhein
- 1847-1848: Lodewijk van Oettingen-Wallerstein
- 1848: Klemens von Waldkirch
- 1848-1849: Otto von Bray-Steinburg

## Voorzitters van de Ministerraad van hetKoninkrijk Beieren
- 1849-1859: Ludwig von der Pfordten
- 1859-1864: Karl von Schrenck von Notzing
- 1864: Max von Neumayr
- 1864-1866: Ludwig von der Pfordten
- 1866-1870: Chlodwig zu Hohenlohe-Schillingsfürst
- 1870-1871: Otto von Bray-Steinburg
- 1871-1872: Friedrich von Hegnenberg-Dux
- 1872-1880: Adolph von Pfretzschner
- 1880-1890: Johann von Lutz
- 1890-1903: Krafft von Crailsheim
- 1903-1912: Clemens von Podewils-Dürnitz
- 1912-1917: Georg von Hertling
- 1917-1918: Otto von Dandl

## Ministers-presidenten van deVrijstaat Beieren
- 1918-1919: Kurt Eisner (USPD)
- 1919-1919: Martin Segitz (SPD)
- 1919-1920: Johannes Hoffmann (Beieren) (SPD)
- 1920-1921: Gustav von Kahr, partijloos
- 1921-1922: Hugo von und zu Lerchenfeld auf Köfering und Schönberg (BVP)
- 1922-1924: Eugen von Knilling, partijloos
- 1924-1933: Heinrich Held (BVP), afgezet
- 1933-1942: Ludwig Siebert (NSDAP), benoemd
- 1942-1945: Paul Giesler (NSDAP), benoemd
- 1945-1945: Fritz Schäffer (CSU), benoemd
- 1945-1946: Wilhelm Hoegner (SPD), benoemd

## Ministers-presidenten van deVrijstaat Beierenvan deBondsrepubliek Duitsland(1946–heden)
| Nr. | Minister-president van Beieren Ministerpräsident des Freistaates Bayern | Minister-president van Beieren Ministerpräsident des Freistaates Bayern | Minister-president van Beieren Ministerpräsident des Freistaates Bayern | Ambtstermijn      | Ambtstermijn      | Partij |
| --- | ----------------------------------------------------------------------- | ----------------------------------------------------------------------- | ----------------------------------------------------------------------- | ----------------- | ----------------- | ------ |
| 1   |                                                                         | Hans Ehard                                                              | Hans Ehard (1887–1980)                                                  | 10 december 1946  | 14 december 1954  | CSU    |
| 2   |                                                                         | Wilhelm Hoegner                                                         | Wilhelm Hoegner (1887–1980)                                             | 14 december 1954  | 29 oktober 1957   | SPD    |
| 3   |                                                                         | Hanns Seidel                                                            | Hanns Seidel (1901–1961)                                                | 29 oktober 1957   | 26 januari 1960   | CSU    |
| (1) |                                                                         | Hans Ehard                                                              | Hans Ehard (1887–1980)                                                  | 26 januari 1960   | 11 december 1962  | CSU    |
| 4   |                                                                         | Alfons Goppel                                                           | Alfons Goppel (1905–1991)                                               | 11 december 1962  | 6 november 1978   | CSU    |
| 5   |                                                                         | Franz Josef Strauß                                                      | Franz Josef Strauß (1915–1988)                                          | 6 november 1978   | 3 oktober 1988    | CSU    |
| 6   |                                                                         | Max Streibl                                                             | Max Streibl (1932–1998)                                                 | 20 oktober 1988   | 27 mei 1993       | CSU    |
| 7   |                                                                         | Edmund Stoiber                                                          | Edmund Stoiber (1941)                                                   | 27 mei 1993       | 30 september 2007 | CSU    |
| 8   |                                                                         | Günther Beckstein                                                       | Günther Beckstein (1943)                                                | 30 september 2007 | 27 oktober 2008   | CSU    |
| 9   |                                                                         | Horst Seehofer                                                          | Horst Seehofer (1949)                                                   | 27 oktober 2008   | 18 maart 2018     | CSU    |
| 10  |                                                                         | Markus Söder                                                            | Markus Söder (1967)                                                     | 18 maart 2018     | heden             | CSU    |